# Capitanía de Piauí
La Capitanía del Piauí fue una de las capitanías del Brasil, creado en 1718 desmembrada del Estado colonial del Maranhão. Su capital era la ciudad de Oeiras. El primer gobernador solo pudo tomar posesión cuarenta años más tarde, en 1758.
Tres años antes de la creación de la nueva capitanía, en 1715, el territorio de Piauí fue transferido administrativamente de la Capitanía de la Bahía de Todos los Santos y se incorporó a la de Maranhão. Los manuscritos catalogados en la Bibliotheca Pública Eborense da noticias de una Carta Regia fechada el 30 de junio de 1712, determinando la Defensoría general de Maranhão para ir a Piauí y crear una villa y una iglesia, y una vez establecida, proporcionarle a la capitanía un defensor general.
El 28 de febrero de 1821 se convirtió en una provincia, que con la proclamación de la República en 1889 se convertiría en el actual estado de Piauí.